# Alexandra Louis
Alexandra Louis (ur. 17 września 1983 w Grenoble) – francuska polityk reprezentująca partię La République En Marche! W wyborach parlamentarnych w czerwcu 2017 r. została wybrana do francuskiego Zgromadzenia Narodowego, w którym reprezentuje departament Delty Rodanu.